# Romance sans paroles op. 29 de Bonis
Pour les articles homonymes, voir Romances sans paroles.
La Romance sans paroles, op. 29, est une œuvre de la compositrice Mel Bonis, datant de 1897.

## Composition
Mel Bonis compose sa Romance sans paroles pour piano en la bémol majeur. L'œuvre est publiée en 1897 aux éditions Leduc. Elle est rééditée par les éditions Furore en 2006.

## Analyse
La Romance sans paroles pourrait être celle présentée par la compositrice en 1881 pour son examen semestriel de composition.

## Discographie
- L'ange gardien, par Laurent Martin (piano), Ligia Digital LIDI 01033181-07, 2007 (OCLC 884450880)
- Femmes de légende, par Maria Stembolskaia (piano), Ligia Digital LIDI 0103214-10, 2010, (OCLC 718391726)
- Myriam Barbaux-Cohen (piano) et Mel Bonis, Mémoires d'une femme, Ars Produktion, janvier 2022. (EAN 4260052383490)

## Sources
- Étienne Jardin, Mel Bonis (1858-1937) : parcours d'une compositrice de la Belle Époque, 2020 (ISBN 978-2-330-13313-9 et 2-330-13313-8, OCLC 1153996478, lire en ligne)